# 이해찬
이해찬(李海瓚, 1952년 7월 10일~)은 대한민국의 정치인이다. 7선 국회의원으로 제13·14·15·16·17·19·20대 국회의원, 김대중 정부의 교육부 장관, 노무현 정부 당시 제36대 국무총리, 제2대 민주통합당 대표, 제3대 더불어민주당 대표를 역임했다. 한겨레신문 창간 때 발기인으로 참여하였다.

## 생애

### 생애 초기
1952년 7월 10일에 충청남도 청양군에서 아버지 이인용과 어머니 박양순의 5남 2녀 중 3남이자 다섯째로 태어났다. 어머니의 고향은 충주이다. 아버지인 이인용은 해방 이후 청양면장을 지냈으며 4.19 혁명 때까지 재직하였다.
1965년에 청양국민학교를 졸업하고 서울로 상경하여 1968년 덕수중학교를 졸업했다. 용산고등학교에 입학하여 1971년 졸업하고 서울대학교 섬유공학과에 진학했는데 적성에 맞지 않아 자퇴하고 이듬해인 1972년 서울대학교 사회학과에 입학했다.
1972년 10월 17일 유신 선포를 계기로 학생운동에 뛰어들었다. 그는 유신 선포로 휴교령이 내려지자 고향 청양에 내려왔는데 아버지가 "나라가 이모양인데 학생들이 데모도 하지 않느냐?"며 질책을 받고 바로 상경하여 학생운동 써클에 가입했다고 한다. 어려운 환경에서 그는 직접 막노동을 하며 생계와 학비를 마련해 나갔으나 1974년 민청학련 사건으로 투옥되어 1년을 복역하고 출소했다. 이후 이해찬은 생계를 위해 무역회사에 다니기도 하고 동아일보에서 해직된 기자들이 차린 번역실에서 번역을 하기도 했으며 엠네스티 한국지부 상근자로 일하다 평소 관심이 많던 출판일을 익히려고 범우사에서 일하기도 했다. 1978년 사회학과 학술모임에서 만나 사귀어 오던 김정옥과 결혼하고 광장서적을 설립하였다. 출판사 '한마당'과 '평민서당'을 설립했으나 불온서적을 출판했다는 이유로 등록을 취소당하여 돌베개 출판사를 설립하고 사회과학 서적을 주로 출판했다.
1980년 김대중 내란음모 사건에 연루되어 이해찬은 재판을 받고 투옥되었다가 수감 2년 6개월 만에 크리스마스 특사로 석방되었다. 이후 재야운동에 본격적으로 투신하여 민주통일민중운동연합 총무국장에 선출되었다. 군사 독재 정권은 그를 요시찰 인물로 삼아 감시했으나 굴하지 않고 반독재운동과 출판 활동 등에 종사했다. 입학하고 14년만인 1985년 8월에 서울대학교를 졸업하였다. 1987년 이해찬은 민주쟁취국민운동본부 상임집행위원에 선출되었고, 6월 항쟁 당시 민주쟁취국민운동본부 상황실장을 맡았다.

### 정치 입문

#### 정계 입문 초기
1987년말 한겨레신문 창간발기인을 지내고, 대선 때 김대중 후보를 비판적으로 지지하는 입장에 섰던 재야인사들과 함께 평화민주당에 입당하였다. 1988년 국회의원 총선거에 서울 관악구에서 평민당 후보로 입후보하여 당선된 이후 연속 5회 국회의원에 당선되었다. 이후 민주개혁정치모임 이사에 선출되었다.
이해찬은 13대 국회 노동위원회에서 노무현, 이상수 의원과 함께 노동위 3총사로 활약했다. 1988년 5.18 광주청문회 당시 국회 광주민주화운동진상조사 특별위원회 간사에 선출되었다. 당시 5공 관련자들을 집중추궁하여 청문회 스타의 한사람으로 떠올랐다. 그 해 이해찬은 평민당 원내부총무에 선출되었다.

#### 야당 개혁론
그는 여러 신문에서 의정활동 수위권 의원으로 선정되기도 했다. 1991년초부터 그는 정치 개혁론을 주장했고, 정치 개혁을 위해서는 야당부터 쇄신해야 된다는 소신을 피력했다.
이해찬은 『신동아』 1991년 7월호에 광역의회 선거를 앞두고 "이 야당으로는 정권 교체 못한다"는 글을 기고했다. 이해찬은 그 글에서 김대중에 대해 비판하였다. 그는 입당 때부터 큰 책임감을 느끼며 추진한 야권통합운동과 당내 민주화가 좌절되면서 1991년 6월 탈당했다가 야권이 통합된 뒤 다시 입당했다. 이 일로 김대중을 비판했다는 이유로 항의와 비난이 가해졌다. 그러나 김대중은 나중에 이해찬을 다시 받아들였다.

#### 김영삼 정부시절
이해찬은 1992년 민주당 당무기획실장, 1993년 민주당 환경특별위 위원장을 지냈다. 1994년에는 안기부의 사찰과 야당인사 탄압에 관련된 비밀장부를 발표하여 화제가 되기도 했다.
1995년 7월 지방자치단체장 선거에서 이해찬은 민주당 조순 서울시장후보의 선거대책본부장을 맡기도 했다. 조순이 서울시장에 당선되자 1995년 7월 그는 서울특별시 정무부시장에 발탁되었다. 5개월만인 1995년 12월 당의 부름을 받아 서울시 정무부시장직을 사퇴하고 새정치국민회의 총선기획단장을 맡았다.
1995년 9월 김대중이 정계복귀를 선언하고 새정치국민회의를 창당하자 이해찬은 입당하여, 1996년 5월부터 1997년 5월까지 새정치국민회의 정책위원회 의장을 맡아 자민련과의 정책공조를 이끌었고, 1997년 7월 새정치국민회의 제15대 대통령선거기획본부 부본부장에 선출되었다. 12월 대선에서 김대중이 이회창을 39만여 표의 근소한 표차로 누르고 대통령에 당선되자 12월 그는 대통령직인수위원회 정책분과 간사에 임명되었다.
1998년 2월까지 이해찬은 15대 대선기획본부 부본부장과 대통령직인수위원회 정책분과담당 간사로 활동했다.

### 정치 활동

#### 김대중 정부교육부 장관

##### 교육 개혁 정책
국민의 정부 출범 이후 입각, 이해찬은 1998년부터 1999년까지 교육부 장관 재임 기간 동안 주로 고교 평준화, 연합고사 폐지, 보충수업 폐지 등의 개혁안을 추진했다. 교원의 촌지 근절 및 교원 뇌물 수수 집중 단속으로 교직 사회 비리 근절을 꾀하였고, 입시 개혁을 추진했다. 하지만 성급한 개혁으로 '이해찬 세대'를 대거 양성하여 그들이 수능에서 참패하게 했다는 비판이 제기되기도 하였다.
대학교 입시 목적으로 고등학교에서 강제로 시행되던 야간 자율학습과 월말고사, 학력고사, 모의고사 등을 전면 폐지하였고, 중학교에서도 1995년 폐지 이후에도 부분 잔존하던 연합고사와 학력고사, 모의고사 등을 폐지하였다. 또한 각급 초등학교, 중, 고등학교에 대한 불시 감사를 시행하여 촌지교사들을 해임, 파면하고 교사들의 성과제를 도입하는 등의 정책은 교육부 장관 재직 당시 학생과 학부모 등 교육 수요자에 기반한 정책이라며 일부는 큰 반향을 불러 일으켰다고 평가한다. 한편으로 그의 개혁안에 반발하는 일선 중학교, 고등학교 교사들의 반발과 숱한 비난 공세 등이 역시 만만치 않게 제기되었으나 강행하였다. 교원 정년을 만65세에서 만62세로 단축하는 등의 교원개혁을 추진하고 완료하였다.
또한 어린이나 청소년일 때는 그럴 수도 있다고 무심하게 넘어가던 학교폭력을 최초로 단속하였다. 학교폭력 가해자, 이지메 왕따를 주도한 학생, 학생 조직폭력배인 일진, 불법 폭력 서클을 집중 단속하게 하였으며, 이때 단속된 학교폭력 가해 학생들과 폭력 학생들에게 징계와 퇴학 등의 강력한 처벌을 하여 학교폭력을 근절하게 했다. 그러나 그의 학교폭력 근절에 대해 교사들과 기성 사회에서는 가해 학생들의 인권도 생각해야 하지 않느냐며 강하게 반발했고, 그가 교육부 장관직에서 물러나면서 학교폭력에 대한 대대적인 단속도 주춤하게 되었다.
1999년 정년 단축조치로 교원 2만 명을 교단에서 퇴임 시켰다. 교원 정년 단축으로 고령 교사들을 퇴임시킨 수는 소수였다는 이유와 함께 시대변화에 알맞게 대처하지 못하는 교사들을 교단에서 내보냈다는 점을 들며 일부 시민단체들은 그를 지지했다. 한편으로는 전통적인 사제관계의 붕괴와 시간적 여유를 두지 않은 급진적 개혁이라는 교육 관료 집단과 교원 단체와 일부 교육단체들의 심한 반발과 비판에 직면했다. 이 정책의 이면적 바탕을 두고 여전히 논란이 진행 중에 있다.

##### 공무원 성과급 제도의 시초
교원 성과급 제도 역시 도입하였다. 이해찬은 교직원에게도 성과급을 적용하여 실력이 있는 교사에게는 성과급을 주는 제도를 추진하였다. 성과급 시행에 따라 실력이 있는 교사들은 동기와 1,2기수 선배들을 제치고 먼저 호봉수가 승급되거나 교감, 교장 등으로 진급하는 일도 나타났고, 공무원에게도 성과급 적용론이 나타났다. 또한 '공직자의 임금도 삭감'되는 효과가 나타났다. 대한민국의 IMF 구제금융 요청 이후 일반 노동자와 회사원들은 IMF 이후 성과에 따라 성과급을 지급받거나, 실적이 부족한 직원은 고용해고조치를 당하는 데 반해 공직자와 교직원은 임용 후 노력이나 실적을 기울이지 않고도 신분보장과 승급이 된다는 점에 대한 불만이 터져나오기 시작했었다.
그는 교직원에 대한 성과급 내지는 성과 제도를 적극 확산시키려 노력했다. 이는 공무원 사회로도 파급효과를 미쳤고, 무조건적인 연공 서열에 의한 승진을 철폐하는 효과가 나타났다. 그러나 교육 기득권층의 반발이 나타났다. 한 교육자 출신 인사는 '그가 장관으로 있으면서 추진한 교육개혁 가운데 사정없이 잘못한 것이 성과급제이다. IMF 환란 속에서 국민을 옥죄는게 미안했던지 공직자의 임금도 삭감했고, 올해 들어 기본급의 250퍼센트가 깎인 것은 이미 우리가 당한 대로다.'라고 성토했다.

##### 교원들의 비난과 퇴진, 이해찬 세대의 양성
그러나 교원들과 관료들은 정년 단축과 입시제도 개혁안을 놓고 수시로 이해찬을 비판했다.
장관 재직 중 학급당 50명, 60명 이상의 과밀 학급수를 줄이려는 노력을 추진하였으나 실패하였다. 그러나 그의 시도는 후일 '2년 만에 초, 중등학교 학급당 정원수 35명으로 줄이는' 효과를 냈다. 그러나 야간 자율학습을 없애고 월간 모의고사를 축소하면서 "특기 하나만 있으면 대학에 갈 수 있는 제도를 만들겠다"고 선포해 고교 학습이 전반적으로 느슨해졌고, 이로 인해 학력 저하 시비가 일었다. 이는 일본의 유토리 교육을 흉내 낸 제도라고 비판받았다. 한국교원단체총연합회(교총)은 교육부 장관 퇴진 서명운동을 벌였으며, 전국교직원노동조합(전교조)은 서명에 동참하지 않는 태도를 취했다. 그러나 일부 교원들은 방관하거나 참여하기도 했다.
개각으로 장관직에서 물러나자 교원들은 '11개 부처 장관 경질과 함께 이루어진 개각의 일환이긴 하지만 한국교총이 주관한 교육부 장관 퇴진 서명운동 끝의 일이어서 교단에서는 승리로 보는 분위기가 지배적이었다.'고 평하였다. 그러나 입시개혁과 교원 정년 단축, 촌지 단속 등에 공감한 일부 학부모단체는 그가 교원들의 기득권 수호의 희생양이 되었다며 그를 동정하기도 하였다.

##### 당무와 원내외 활동
교육부 장관에서 물러난 이후 이해찬은 새천년민주당 남북정상회담지원특위위원장, 국회 한.오스트리아친선협회 회장 등을 지내기도 했고, 새천년민주당 최고위원에 피선되었으며, '평화적 집회,시위문화 정착을 위한 민관 공동위원회' 공동위원장에 선임되었다. 2001년 새천년민주당 정책위원회 의장이 되었다.
2001년 5월 28일 감사원에서 보건복지부를 감사하면서 문제점이 드러났다.
보건복지부가 보험재정 적자 규모를 오판한 부분에 대하여 대통령과 국회, 국민에게 의약 분업을 시작해도 추가적인 보험재정 부담이 크지 않고 불편사항도 최소화될 수 있는 것처럼 보고하고 홍보하였으며 본인 부담음 인상, 진료비 지출 억제를 통해 2000년도 2744억 적자, 2001년 이후 재정 안정을 이룰 수 있다. (건강보험공단의 방만한 운영에 대해서는) 정원 초과 1029명, 2000년 10월 특별 퇴직자에게 258억원 퇴직보상금을 지급하고 노조 활동만 하는 유급 노조전담 직원이 규정에는 11명인데 실제는 96명으로 연간 29억 원을 지급했고 임금 인상도 정부 지침인 5%의 3배에 달하는 14.2%이다. (의약분업 시행으로 약 조제비 증가와 관련하여) 의약 분업 시행으로 3500억 약 제조비가 절감될 것으로 예측했으나 2001년 7000억원 이상 증가가 예상된다.

이후 국민 여론에 의해 책임 문제가 대두되자 정책을 결정한 청와대와 여당은 침묵하고 해당 공무원을 속죄양으로 만들어 충돌 국면을 모면하려 하였다. 당시 청와대 사령탑은 보건복지부 담당 이태복 수석, 여당 정책의장은 이해찬 의원, 해당 장관은 차흥봉 장관이었다. 이해찬은 정책 논의 과정에서 자리를 박차고 퇴장했을 만큼 원칙 주장론자였다. 의회와 복지부 양측에서 책임을 서로 전가하자 화가 난 그는 정책 논의 중 자리를 차고 뛰쳐나갔다.

#### 노무현 정부시절

##### 초기
2001년 대통령 선거를 앞두고 이해찬은 노무현 후보의 선거대책반에 들어가, 2002년 대통령 선거 당시 친노무현 진영에서 활동하였으며, 2003년 11월 민주당을 탈당하고 열린우리당 창당준비에 가담하였고, 그는 열린우리당 창당기획준비단 단장이 되었다. 11월 11일 열린우리당이 창당되자 입당, 창당 이후 그는 열린우리당 국회개혁추진단 단장에 선출되었다. 그밖에 한일의원연맹 고문을 지내기도 했다.
2004년 한나라당과 민주당의 노무현 탄핵안 제출 당시, 유시민 등과 함께 원내에서 강력 항의, 반발하였으나 노무현 탄핵을 막지는 못하였다. 그러나 청문회 스타, 교육 개혁 정책과 탄핵안 저지 등으로 알려졌다. 한국사회여론연구소의 2004년 9월 9일 조사에 따르면 열린우리당 정치인 가운데 호감도는 정동영 34.6%, 이해찬 22.0%, 김근태 15.4% 순으로 나오기도 했다.

##### 제36대 국무총리

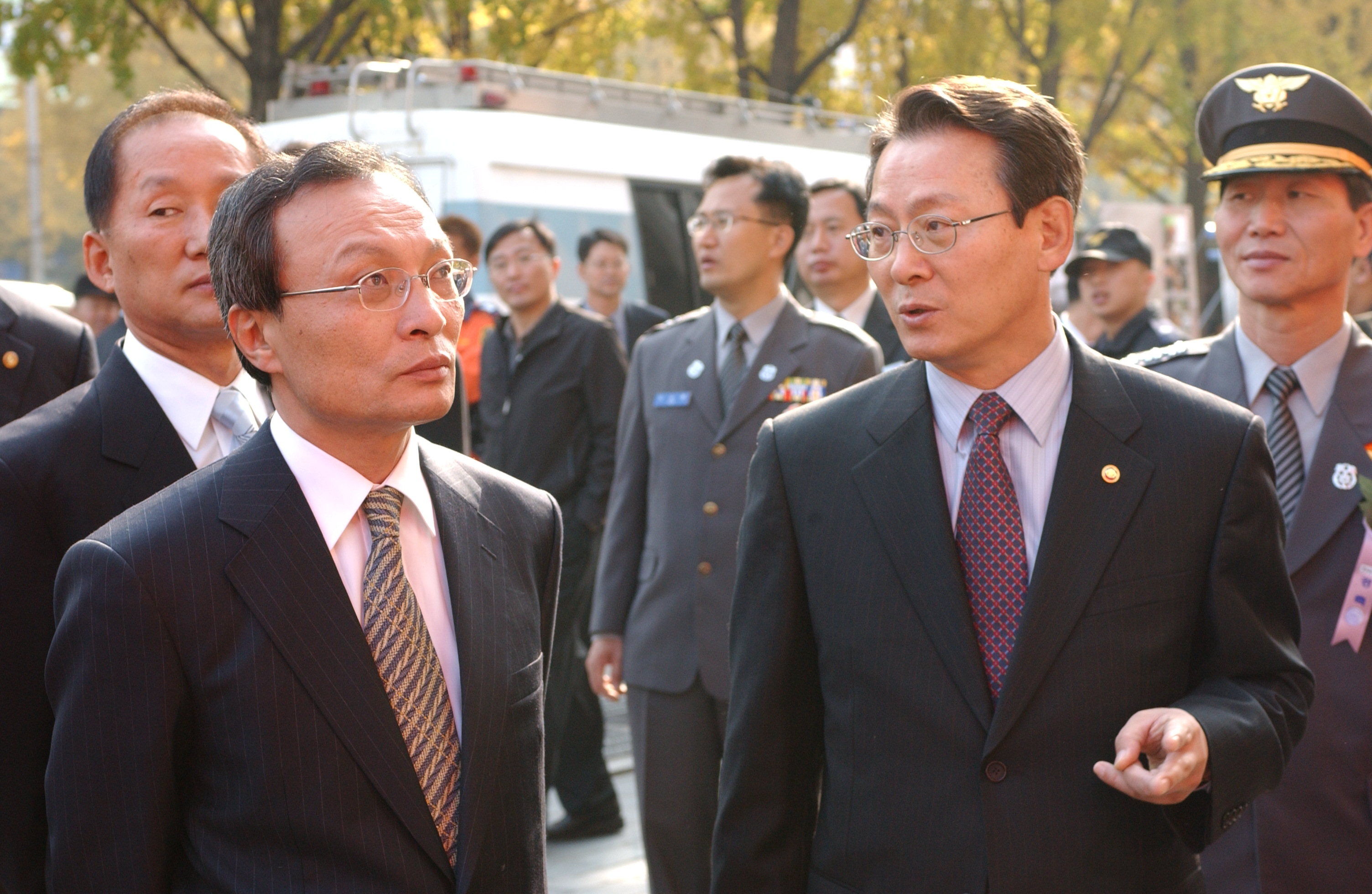
2004년 제42주년 소방의날

노무현 대통령 탄핵 소추 때 노무현 대통령 권한대행을 맡았던 고건이 사임한 후 이해찬은 국무총리로 발탁되어 청문회를 무난히 넘기고 총리에 임명되었다. 국무총리 재직 당시, 19년간 미결 과제로 남아있던 원전폐기물처리장 설치를 성공적으로 해결하였고, 공공기관 지방이전안을 발의, 추진하였다. 2005년 8월에는 광복60년기념사업추진위원회 공동위원장을 맡기도 했다.
2005년 4월 5일 강원도 양양군 지역에 산불 사건이 발생했을 당시 국무조정실 직원들을 데리고 경기도 포천의 한 골프장에서 골프하러 갔다가 언론의 집중 비난을 받았다. 그러나 산불대란 골프 사건은 조기에 수습되었다.
책임총리제를 대선공약으로 내걸었던 노무현 전 대통령과 이해찬 전 총리의 관계는 과거와 다른 측면이 있었다. 노 전 대통령은 매주 열리는 국무회의에 한 달에 한 번꼴로만 참석해 국무회의 부의장인 이 전 총리가 의장 역할을 하도록 했다.

##### 갈등과 퇴진
국무총리 정무비서관실 국장 출신으로 <최고의 총리, 최악의 총리>라는 책을 낸 한나라당 국회의원 정두언은 이해찬을 향해 “역대 총리 가운데 ‘밥값’을 제대로 한 사람은 이회창·이해찬 전 총리 정도다. 대부분 법에 정해진 권한도 제대로 행사하지 못하고 의전총리, 대독총리에 그쳤다”며 비꼬았다. 그러나 총리 재직 시절 자기 주관과 소신을 밝혀 야당, 여당과 원내외와 수시로 갈등했다.
이해찬은 ‘실세 총리’라는 평에 걸맞게 노 대통령과 생각이 다를 땐 언쟁도 불사했다. “유시민 의원이 보건복지부 장관에 내정됐을 때 이 전 총리는 대통령을 찾아가 강하게 반대 의견을 폈다. 그러자 노무현 대통령이 ‘이것만은 양보 못한다’고 해 결국 물러서긴 했지만, 제도로만 존재했던 총리의 ‘국무위원 제청권’을 행사한 거다. 한나라당과 대연정을 제안했을 때도 이 전 총리는 반대 의견을 냈다.
한편으로는 제1 야당인 한나라당에 대해 직설적으로 비난하면서 국회 파행의 원인을 제공하기도 했으나 별다른 문제없이 총리직을 수행하면서 2년 가까운 기간동안 재임하였다. 하지만 2006년 3.1절 골프 파문으로 인해 총리직을 사퇴하였다. 이때 열린우리당에서 한나라당 최연희 의원의 성추문 사건과 유력 대선주자였던 서울시장 이명박의 황제 테니스를 공격하면서 한나라당 진영에서는 그에 대한 역대응으로 그의 3.1절 골프 파문을 집중적으로 공략했다.

#### 총리 퇴임 이후
총리 퇴임 이후 이해찬은 10월 27일 대통령 정무특별보좌관에 기용되어 . 이후 열린우리당 상임고문, 열린우리당  위원장을 지냈다.
2007년 6월 19일, 대한민국 제17대 대통령 선거에 출마할 것을 선언했으나, 대통합민주신당의 당내 경선에서 정동영, 손학규에 이어 3위에 그쳤다. 2008년 4월 운암 김성숙기념사업회 제3대 회장에 선출됐다.
2008년 대한민국 제18대 국회의원 선거에 불출마하고 대통합민주신당을 탈당했다. 2009년 시민주권 상임대표, 2011년 12월 시민통합당 창당을 주도하였다. 2011년 12월 21일 민주통합당 상임고문으로 위촉됐다. 2012년 19대 총선에서 세종특별자치시 선거구 국회의원으로 당선되어 국회로 돌아왔다.

#### 민주통합당 대표

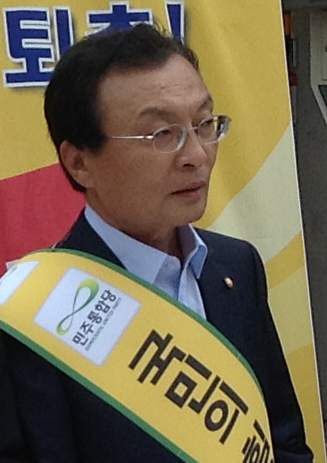
2012년 19대 총선 국회의원 후보시절

2012년 6월 9일 열린 민주통합당 임시전당대회에서 이해찬은 경쟁상대인 김한길 후보를 누르고 당 대표에 당선되었다. 대표 수락 연설에서 이해찬은 "이제 정권교체를 향한 대장정이 시작됐다. 정권교체를 바라는 국민과 당원의 뜻을 하나로 모을 것"이라고 밝혔다. "박근혜와 새누리당의 매카시즘에는 단호히 맞서서 싸우겠다. 종북주의, 매카시즘 대신 정책경쟁하는 그런 선거로 임해줄 것을 다시 한번 호소한다"라는 발언을 하기도 하였는데 이로인해 신 매카시즘 논란이 불었다. 이후 대한민국 제18대 대통령 선거 관련 야권후보 단일화 과정에서 지도부 총사퇴를 결의하고 민주통합당 대표직을 사퇴했다.

#### 문재인 정부시절
2017년 5월 18일 중국 특사로 임명되어 중국을 방문하였다. 2018년 7월 20일 "문재인 정부의 성공을 튼튼하게 뒷받침하겠다"며 더불어민주당 대표 출마를 선언하였고, 8월 25일 42.88%의 득표율로 더불어민주당 대표에 당선되었다.
21대 총선에 불출마한 그는 당 대표로서 더불어민주당의 압승을 이끈 후 2020년 8월 24일에 임기 만료와 함께 정계 은퇴를 선언했으며, 이낙연에게 당 대표 자리를 넘겼다.

## 학력
- 1965년 청양국민학교 졸업
- 1968년 덕수중학교 졸업
- 1971년 용산고등학교 졸업
- 1971년 서울대학교 공과대학 섬유공학 중퇴
- 1985년 서울대학교 사회과학대학 사회학 학사

## 경력
- 1978년 광장서적 대표
- 1979년 돌베개출판사 대표
- 1980년 서울대학교 복학생협의회 대표
- 1983년 민주화운동청년연합 상임위원회 부위원장
- 1984년 민주통일국민회의 발기인, 정책실 차장
- 1985년 민주통일민중운동연합 정책실 차장, 총무국장, 부대변인
- 1987년 민주쟁취국민운동본부 집행위원
- 1987년 한겨레신문 창간발기인
- 1988년 민주평화통일연구회 상임이사, 연구소장
- 1988년~1991년 평화민주당 서울특별시 지부 관악구 을 지구당위원장
- 1988년 4월 26일 대한민국 제13대 국회의원 선거 당선(서울 관악구 을, 평화민주당, 초선)
- 1988년~1992년 제13대 국회의원(서울 관악구 을, 평화민주당→신민주연합당→무소속→민주당, 초선)
- 1988년 평화민주당 원내부총무
- 1991년 신민주연합당 정책위원회 부의장
- 1991년 신민주연합당 서울특별시 지부 관악구 을 지구당위원장
- 1991년 민주당 정책위원회 부의장
- 1991년~1995년 민주당 서울특별시 지부 관악구 을 지구당위원장
- 1992년 3월 26일 대한민국 제14대 국회의원 선거 당선(서울 관악구 을, 민주당, 재선)
- 1992년~1995년 제14대 국회의원(서울 관악구 을, 민주당, 재선)
- 1992년 민주당 당무기획실장
- 1993년 민주당 환경특별위원회 위원장
- 1995년 제1회 전국동시지방선거 민주당 조순 서울특별시장 후보 선거대책위원회 본부장
- 1995년 제31대 서울특별시 정무부시장
- 1996년 새정치국민회의 총선기획단장
- 1996년 4월 11일 대한민국 제15대 국회의원 선거 당선(서울 관악구 을, 새정치국민회의, 3선)
- 1996년~2000년 제15대 국회의원(서울 관악구 을, 새정치국민회의→새천년민주당, 3선)
- 1996년~2000년 새정치국민회의 서울특별시 지부 관악구 을 지구당위원장
- 1996년~1997년 새정치국민회의 정책위원회 의장
- 1996년~2000년 국회 한국아동환경인구연맹(CPE) 부회장
- 1997년 새정치국민회의 당무위원회 부의장
- 1997년 제15대 대통령 선거 새정치국민회의 김대중 대통령 후보 선거대책본부 부본부장
- 1997년~1998년 김대중 대통령직인수위원회 정책분과 간사
- 1998년~1999년 제38대 교육부 장관
- 2000년~2003년 새천년민주당 서울특별시 지부 관악구 을 지구당위원장
- 2000년 4월 13일 대한민국 제16대 국회의원 선거 당선(서울 관악구 을, 새천년민주당, 4선)
- 2000년~2004년 제16대 국회의원(서울 관악구 을, 새천년민주당→무소속→열린우리당, 4선)
- 2000년 새천년민주당 정책위원회 의장
- 2000년 새천년민주당 최고위원
- 2001년 새천년민주당 정책위원회 의장
- 2002년 새천년민주당 서울특별시 지부 위원장
- 2002년 제16대 대통령 선거 새천년민주당 노무현 대통령 후보 중앙선거대책위원회 기획본부장
- 2003년 열린우리당 창당기획단장
- 2004년 열린우리당 외부인사영입추진위원장
- 2004년 4월 15일 대한민국 제17대 국회의원 선거 당선(서울 관악구 을, 열린우리당, 5선)
- 2004년~2008년 제17대 국회의원(서울 관악구 을, 열린우리당→대통합민주신당→무소속, 5선)
- 2004년 4월 열린우리당 국회개혁추진단장
- 2004년 6월~2006년 3월 제36대 국무총리
- 2006년 열린우리당 상임고문
- 2006년~2007년 대통령비서실 정무특별보좌관
- 2007년 열린우리당 최고위원
- 2007년 대통합민주신당 상임고문
- 2008년 4월 운암 김성숙 기념사업회장
- (사)전주이씨대동종약원 고문
- 2009년 시민주권 상임대표
- 2011년 12월 민주통합당 상임고문
- 2012년 4월 11일 대한민국 제19대 국회의원 선거 당선(세종특별자치시, 민주통합당, 6선)
- 2012년~2013년 민주통합당 세종특별자치시당 세종특별자치시 지역위원회 위원장
- 2012년~2016년 제19대 국회의원(세종특별자치시, 민주통합당→민주당→새정치민주연합→더불어민주당→무소속, 6선)
- 2012년 6월~2012년 11월 민주통합당 당대표
- 2012년 8월~2013년 5월 민주정책연구원 이사장
- 2013년~2014년 민주당 세종특별자치시당 세종특별자치시 지역위원회 위원장
- 2013년~2014년 민주당 상임고문
- 2014년 3월~2015년 12월 새정치민주연합 상임고문
- 2014년 3월~2015년 12월 새정치민주연합 세종특별자치시당 세종특별자치시 지역위원회 위원장
- 2014년 3월~2018년 10월 제4대 사람사는세상 노무현재단 이사장
- 2015년 1월~2015년 12월 새정치민주연합 세종특별자치시당 위원장
- 2015년 2월~ 사단법인 통일맞이 이사장 및 고문
- 2015년 12월~2016년 3월 더불어민주당 상임고문
- 2015년 12월~2016년 3월 더불어민주당 세종특별자치시당 세종특별자치시 지역위원회 위원장
- 2015년 12월~2016년 3월 더불어민주당 세종특별자치시당 위원장
- 2016년 4월 13일 대한민국 제20대 국회의원 선거 당선(세종특별자치시, 무소속, 7선)
- 2016년~2020년 제20대 국회의원(세종특별자치시, 무소속→더불어민주당, 7선)
- 2016년 10월~2020년 5월 더불어민주당 세종특별자치시당 세종특별자치시 지역위원회 위원장
- 2016년 10월~2018년 8월 더불어민주당 상임고문
- 2017년 3월~2018년 8월 더불어민주당 세종특별자치시당 위원장
- 2017년 제19대 대통령 선거 더불어민주당 문재인 대통령 후보 국민주권선거대책위원회 공동선거대책위원장
- 2017년 대통령비서실 중국 특사
- 2018년 8월~2020년 8월 더불어민주당 당대표
- 2018년 8월~2020년 8월 제12대 민주연구원 이사장
- 2019년 8월~ 더불어민주당 국회세종의사당추진특별위원회 공동위원장
- 2020년 3월~2020년 4월 더불어민주당 제21대 국회의원 선거 선거대책위원회 공동선거대책위원장
- 2020년 6월~ 사단법인 동북아평화경제협회 이사장
- 2020년 9월~ 더불어민주당 상임고문
- 2023년~ 재단법인 김대중기념사업회 상임고문
- 사단법인 전주이씨대동종약원 고문
- 2024년 3월~2024년 4월 더불어민주당 제22대 국회의원 선거 선거대책위원회 상임공동선거대책위원장

## 수상
- 환경기자클럽 올해의환경인상
- 환경운동연합 녹색정치인상
- 1996년 6월 13일 황조근정훈장
- 2003년 청조근정훈장
- 2002년 7월 명예제주도민증(제주국제자유도시특별법 제정 공로)
- 2018년 제20회 백봉신사상 신사의원 베스트 10

## 저서 및 역서

### 저서
- 《광주민주항쟁》, 돌베개, (공저),1988.
- 《민주와 통일의 길목에서》, 함께사는 세상, 1989
- 《열두 편의 가슴시린 편지》, 행복공작소, (공저),2005.
- 《청양 이 면장 댁 셋째 아들 이해찬》, 푸른나무, 2007
- 《10명의 사람이 노무현을 말하다》, 오마이북, (공저), 2010
- 《광장에서 길을 묻다》, 동녁, (공저), 2011

### 역서
- 《사회학적 상상력》, 돌베개, C. 라이트 밀즈 저
- 《세계환경정치(한국어판)》
- 《돔 헬더 까마라 - 정의와 평화의 사도》,한길사, 조 세드 브루키르 저, 1979.

## 가족
- 아버지: 이인용(李寅鎔, 1922년~1999년)
- 어머니: 박양순(朴良順, 1923년~2017년)
  - 형: 이해진(李海鎭, 1946년~)
  - 형: 이해명(李海明, 1948년~)
  - 동생: 이해만(李海滿, 1957년~)
  - 형제 1명
  - 누이 2명
  - 배우자: 김정옥(金貞玉, 1954년~)
    - 딸: 이현주(李賢柱, 1979년~)

## 어록
- 2009년 7월 29일 이해찬은 친노 신당 논의에 대해 "섣불리 금방 결론내지 말고 충분히 논의해야 한다. 지난 10년간 그렇게(각개약진) 하다가 이렇게 쫄딱 망했다. (민주세력이) 다시 집권하려면 충분히 논의해야 한다" 특히 야권 연대의 필요성과 관련, "각자의 힘은 얼마 안 된다"며 "(야권이) 연대해야 한다"고 강조했다.[24]

- 민주당의 전신인 열린우리당이 152석으로 과반을 한 적이 있다. 그러나 우리는 승리에 취했고 과반 의석을 과신해 겸손하지 못했다. 국민이 원하시는 것을 생각하지 않고 우리의 생각만을 밀어붙였다. 일의 선후와 경중과 완급을 따지지 않았고, 정부와 당보다는 나 자신을 내세웠다. 그 결과 우리는 17대 대선에서 패했고 뒤이은 18대 총선에서 겨우 81석의 나락으로 떨어졌다. 우리는 이 교훈을 잊지 말아야 한다.

## 논란과 의혹

### 상습 싸대기
이해찬의 형이 서울 송파구 가락동에 위치한 7억8000만원 상당의 부동산을 구입하였는데, 송파구 직원이 이해찬 형이 구입한 부동산의 소유권 이전 등기를 앞두고 토지·건물 가액의 총액을 잘못 기재해 법원에서 등기가 반려되는 일이 발생하였다. 이 사실을 안 이해찬 당시 서울특별시 부시장은 송파구의 공무원 네 명을 부시장실로 불렀다. 이해찬은 1995년 12월 18일 오후 1시30분쯤 관련 서류를 부른 직원들에게 보여주며 ‘네가 뭔데, 얼마 받아먹으려고 그렇게 지시했어’라며 직원들에게 반말로 고함을 쳤다. 그러자 실무 직원들은 ‘잘못했다’며 무릎을 꿇고 용서를 구하였으나, 이해찬은 책인지 서류인지를 집어던졌고, 다가가서 싸대기(뺨)을 때리는 등 수차례 손찌검을 했다. 또한 말리는 서울시 감사관에게 ‘내일 당장 송파구 특별감사해’라고 지시했다.
이해찬 총리에 대한 인사청문회 당시 심재철 한나라당 의원은 「민통련 간부로 재직하던 재야 시절 잘못된 기사를 보도했다는 이유로 모 중앙지 취재기자의 뺨을 때린 적이 있느냐」는 서면질의를 했다. 이해찬은 「1987년경으로 기억합니다만, 당시 민주화운동과 양김 단일화를 위해 노력하시던 문익환 목사님에 대해 모 언론에서 『문목사가 대통령에 출마하려 한다』는 취지의 보도를 한 적이 있었습니다. 당시 재야운동에 참여했던 사람으로서 잘못된 보도에 대해 항의하고 언쟁을 전개하는 과정에서 그러한 일이 있었던 것이 사실입니다」라고 싸대기(뺨)을 때린 사실을 인정했다.
1995년 이해찬이 서울시 정무부시장에 재직할 당시 이해찬 딸의 학급에서 성희롱이 있자 서울특별시 교육청 장학관이 이해찬에게 달려왔다. 목격자는 이해찬이 따귀를 올려붙였다(싸대기를 때렸다)고 했으나, 이해찬은 싸대기를 때린 사실은 부인하고 욕은 한 사실은 인정했다.

### 관악구청장에게 물컵 던지기
1990년대 초 의견 충돌이 있던 관악구청장에게 물컵을 집어 던졌다.

### 골프 파문
2004년 9월 3일에 경기도 포천의 한 군부대에서 대전차포 오발로 국군 14명이 사상을 당하였다. 이틀 뒤인 9월 5일에 희생자 조문을 가기 직전 이해찬은 남서울골프장에서 라운딩을 하고 조문을 했던 것이 뒤늦게 밝혀져 유가족들로부터 원성을 샀다.
2005년 4월 5일에 식목일 행사를 마친 후 양양군과 고성군에 산불이 발생했을 당시 이해찬은 국무조정실장 조영택 등 총리실 간부 8명이 동석한 가운데 포천의 한 골프장에서 골프행사를 진행하였다. 당시 야당은 물론 여당인 열린우리당에서도 대변인 성명을 통해 총리직 사퇴를 촉구하였다. 이후 교황 요한 바오로 2세의 장례식 참석을 마치고 11일 국회대정부질문서 공식사과하였다. 같은해 7월 2일 남부지방에서 호우경보가 발령되어 인적·물적 피해가 발생하였음에도 제주도에서 골프를 친 것이 알려지면서 논란이 되기도하였다.
2006년 3월 1일에 세종문화회관에서 열린 3.1절 기념식에는 참석하지 않고 이해찬은 부산지역 상공인들과 골프모임을 가져 논란이 되었는데, 이후 야당인 한나라당과 민주당 그리고 여당인 열린우리당 등 정치권과 언론의 구설에 올랐다. 9일 후인 3월 10일에는 청와대가 골프 파문 의혹을 직접 조사하기도 했고, 이후 3월 15일 노무현 대통령이 이해찬의 총리직 사의를 수용하면서 총리직에서 물러나게 된다. 이 사건의 여파로 공직사회 일부의 반발이 있었으나, 접대성 골프 뿐만 아니라 친척을 제외한 모든 직무관련자와는 골프를 할 수 없도록 규제 조항이 신설되기도 했다. 이해찬은 이와 별도로 시민단체 학사모로부터 김진표와 함께 골프파문과 관련하여 피소당하기도 했다. 또한 총리 재임기간동안 국무위원들과 경제단체장들이 만나서 골프치면서 정·재계 현안을 논하는 이른바 골프회동이 자주 이어졌다.

### 교육 개혁 논란
고교 평준화의 강행을 놓고 바보평준화라는 보수 단체의 반발과 조선일보, 중앙일보, 동아일보 등 보수 언론들의 비난, 중학교, 고등학교 교사들의 항의와 반발이 거셌으나 이해찬은 이를 밀어붙였다. 또한 비리교원 색출, 교원 정년을 만65세에서 만62세로 단축시키면서 교직원들의 항의 시위와 퇴진운동 등의 집단반발을 사기도 했다. 평준화 정책 강행 이후 학교간 그리고 학생 성적의 긍정적, 부정적 변동과 영향에 대한 평가는 여전히 논란이 되고 있다.

### 장애인 비하 발언
2018년 12월 더불어민주당 전국장애인위원회 발대식 축하 자리에서 장애인 비하 발언을 하였다. 이 대표는 "신체장애인보다 더 한심한 사람들은…"이라며 발언했다가 "아, 말을 잘못했다"며 수정했으나, 다시 "정치권에는 저게 정상인가 싶을 정도로 정신장애인들이 많이 있다"고 말했다. '전국장애인차별철폐연대'는 이 대표의 발언에 대해 "'오해를 일으킬 수 있는' 정도가 아니라 (장애인을) '정확하게 비하한 것'"이라고 이 대표의 발언을 강하게 비판했다. 2020년 1월, 더불어민주당 공식 유튜브인 씀에 출연하여 인재영입 1호이자 대학생 시절에 교통 사고로 인해 척수장애를 가진 최혜영 강동대 교수를 만난 일을 꼽으며 "선천적인 장애인은 어려서부터 장애를 가지고 나와서 의지가 약하다."라고 발언하여 또다시 장애인 비하 발언 논란을 일으켰다.

## 평가
이해찬이 국무총리 시절 독자적인 리더십을 구축하지 못했다는 시각도 존재한다. 이해찬은 국무총리 시절 자기 주관과 소신을 밝힌 바 있다. 그러나 노무현 전 대통령과 다른 노선을 밟았다거나 총리로서 독자적인 리더십을 발휘했다고 평가하는 이는 찾기 어렵다. 이해찬 역시 "대통령의 정견을 충실히 실천에 옮기는 총리의 속성에 충실했다."는 것이다.
대입 체제를 개혁한다고 내놓은 2002학년도 수능 시험에서 학생들의 신세를 망쳤다는 비판도 있다. 즐기는 교육문화를 정착시키기 위해 "1년 12달을 놀고 지내고 대학에 진학할 수 있다는 교육부 장관의 말만 믿고 따랐던 탓"라는 것이다.

## 서적
- 이해찬, 《청양 이 면장댁 셋째 아들 이해찬》(푸른나무, 2007)
- 강준만, 《한국현대사산책:1980년대편 3권》(인물과 사상사, 2006)
- 강준만, 《한국현대사산책:1990년대편 1권》(인물과 사상사, 2006)
- 유창선, 《굿바이 노풍》(아르케, 2007)
- 박창식, 《쿨하게 출세하기:박창식 기자의 이해찬 인물비평》(인물과사상사, 2004)

## 역대 선거 결과
|  | 31.18% |

|  | 44.69% |

|  | 44.75% |

|  | 47.48% |

|  | 41.12% |

|  | 47.88% |

|  | 43.72% |

## 소속 정당
| 소속 정당 | 소속 정당      | 소속 기간 | 비고           |
| --------- | -------------- | --------- | -------------- |
|           | 평화민주당     | 1988~1991 | 정계 입문      |
|           | 신민주연합당   | 1991      | 합당           |
|           | 무소속         | 1991      | 탈당           |
|           | 민주당         | 1991~1995 | 복당           |
|           | 무소속         | 1995      | 탈당           |
|           | 새정치국민회의 | 1995~2000 | 창당           |
|           | 새천년민주당   | 2000~2003 | 합당           |
|           | 무소속         | 2003      | 탈당           |
|           | 열린우리당     | 2003~2007 | 창당           |
|           | 대통합민주신당 | 2007~2008 | 합당           |
|           | 무소속         | 2008~2011 | 탈당           |
|           | 시민통합당     | 2011      | 창당           |
|           | 민주통합당     | 2011~2013 | 합당           |
|           | 민주당         | 2013~2014 | 당명 변경      |
|           | 새정치민주연합 | 2014~2014 | 합당           |
|           | 더불어민주당   | 2015~2016 | 당명 변경      |
|           | 무소속         | 2016      | 탈당           |
|           | 더불어민주당   | 2016~현재 | 복당 정계 은퇴 |

## 같이 보기
- 대한민국의 정치
- 대한민국의 국무총리
- 대한민국의 교육부 장관
- 서울특별시 부시장
- 김대중
- 노무현
- 문재인
- 서울 관악구의 국회의원
- 세종특별자치시의 국회의원
- 관악구 을
- 세종특별자치시 (선거구)

## 참고 문헌
- 이해찬 - 대한민국헌정회
- (오연호의 대선열차)이해찬 "황교안 나오면 대선은 거저먹기". 오마이TV. 2017년 2월 6일.
- 1부. 이해찬 "황총리, 교언말고 국정 전념해야". 진짜가 나타났다 시즌3. 2017년 2월 16일. 
 2부. '선거의 달인' 이해찬, 대선을 전망하다. 진짜가 나타났다 시즌3. 2017년 2월 17일. 
 이해찬, 대선 중반 이슈 풀이. 진짜가 나타났다 시즌3. 2017년 4월 28일. 
 이해찬, 대선 후반 경계해야 할 것은?. 진짜가 나타났다 시즌3. 2017년 4월 28일.
- (#135)이해찬 그리고 표창원. 김어준의 Papa is. 2017년 3월 3일. (05:25) 
 (#138)이해찬 그리고 미국. 김어준의 Papa is. 2017년 3월 24일. (03:23) 
 (#142)더 플랜 그리고 이해찬,주진형,장제원. 김어준의 Papa is. 2017년 4월 21일. (15:19) 
 (#144)올타임 올스타. 김어준의 Papa is. 2017년 5월 5일. (04:05) 
 (#164)굿바이 파파이스. 김어준의 Papa is. 2017년 10월 27일. (34:30)